# Laberinto
Laberinto (v překladu labyrint) je venezuelská metalová hudební skupina založená v roce 1989 pěti mladými hudebníky (Venezuelané Ruben Sposito, Raymundo Ceballos, Richard Rodríguez, Marco Toro a Uruguayec Pablo Minoli) v hlavním městě Venezuely Caracas.
Zpočátku hrála metalcore, později přidala do své tvorby hard rock s jihoamerickými hudebními vlivy.
V roce 1990 vyšlo první demo Laberinto, stejnojmenné mini-LP si kapela vydala vlastním nákladem v roce 1995. V roce 1992 se přestěhovali do Nizozemska do Amsterdamu. Po Evropě navštívili mnoho hudebních festivalů. Později podepsali smlouvu s nizozemským hudebním vydavatelstvím Mascot Records, u nichž vydali v roce 1996 studiové album Priority.

## Diskografie

### Dema
- Laberinto (1990)
- Radiation (1992)
- The World You Are Making (1994)

### Studiová alba
- Priority (1996)
- Freakeao (1998)
- Another Style (2000)
- Decada (2003)
- Laberinto featuring Osdorp Posse – The World Might Suck (2008)
- Mask of a Thousand Faces (2010)

### Live alba
- Live (2000)

### EP
- Laberinto (1995)